# Дагалайф
Вижте пояснителната страница за други личности с името Дагалайф.
Флавий Дагалайф (на латински: Dagalaifus, Dacalaifus, Dalacaifus; на гръцки: Γλαἵφος) е политик и военачалник (magister militum) на Римската империя през 4 век.
Дагалайф е езичник от германски произход. През 361 г. е comes domesticorum (командир на гардата) при император Юлиан Апостат и залавя бунтуващия се военачалник Луцилиан в Сирмиум. През пролетта на 363 г. придружава Юлиан в неговия поход в Персия. След първоначални успехи римската войска е победена от персите. На 26 юни Юлиан умира от бойното му нараняване.
Дагалайф играе важна роля в офицерската колегия за избиране на нов император, в която са и военачалниците Виктор, Невита и Аринтей (Аринфей). Те избират гвардейския офицер Йовиан, един християнин, за император. Дагалайф е произведен magister militum.
След ранната смърт на Йовиан той участва в избора на император Валентиниан I и е в Галия. През 365/366 г. Дагалайф се бие против алеманите.
През 366 г. Дагалайф става консул заедно със сина на Валентиниан Грациан.